# Union Sportive Valenciennes Olympic
L'Union Sportive Valenciennes Olympic (chiamata anche USVO) è stata una società francese di pallacanestro femminile di Valenciennes, nel Nord-Passo di Calais.
Fondata nel 1923, la società si è affermata in ambito nazionale e internazionale tra gli anni novanta e duemila, durante i quali la prima squadra ha vinto 22 titoli. Nel 2008 si è fusa con Union Saint-Amand Porte du Hainaut nell'Union Hainaut Basket.
Giocava alla Salle du Hainaut e i suoi colori sociali erano il giallo e il nero.

## Palmarès
- Eurolega: 2
2002, 2004
- Campionato francese: 7
1994, 2001, 2002, 2003, 2004, 2005, 2007
- Coppa di Francia: 5
2001, 2002, 2003, 2004, 2007
- Tournoi de la Fédération: 8
1992, 1994, 1997, 1998, 2002, 2003, 2004, 2005